# Sturkö kyrka
Sturkö kyrka är en kyrkobyggnad belägen i Blekinge skärgård och är även den största kyrkan där. Kyrkan tillhör Sturkö församling som ingår i Jämjö pastorat i Lunds stift och Svenska kyrkan.

## Medeltida kyrkan
Den gamla, medeltida kyrkan på Sturkö var en offerkyrka helgad åt resenärernas skyddshelgon Sankta Gertrud av Nivelles. Kyrkan bestod av ett rektangulärt långhus i gråsten samt ett vapenhus av trä, troligen tillfogat under 1600-talet. Medeltidskyrkan revs 1878, i samband med den nuvarande kyrkans uppförande.

## Nuvarande kyrka
Nuvarande kyrka uppfördes efter ritningar av arkitekten Johan Adolf Hawerman från 1875, och invigdes den 13 oktober 1878. Byggnaden består av ett rektangulärt långhus med smalare kor och absid i öster samt västtorn, ett trapphus skjuter ut på tornets nordsida. Byggnadsmaterialet är huvudsakligen gråsten med tegel i omfattningar och korvalv. Kyrkan har putsade fasader, profilerad taklist och rundbågefönster. Långhus och kor täcks av sadeltak. Absiden, som utvändigt har en tresidig form, täcks av ett valmat tak. Tornet har rundbågade ljudöppningar och kröns av en spira. Ingång sker i väster. 

## Interiör
Murarna är invändigt vitputsade. Långhuset täcks av ett brutet, kassetterat innertak av trä, medan koret är tunnvälvt. Absiden, vilken rymmer sakristian bakom ett skrank, har ett hjälmvalv.
Den fasta inredningen i form av bänkar,altarring och predikstol är samtida med nuvarande kyrkan. 
Från gamla kyrkan finns bevarade altarskåp och altartavla från 1400-talet och 1700-talet samt ljuskronor. Fyra ljusstakar av malm är från 1600-talet och 1700-talet. I vapenhuset finns en järnbeklädd offerkista som är inköpt 1709.
Altaret pryds av en mindre kopia av Bertel Thorvaldsens Kristusbild. Originalet finns i Vor Frue Kirke, Köpenhamn.

## Orgel
Orgeln, som är byggd 1965-1966 av Mårtenssons orgelfabrik, har 15 stämmor och är mekanisk. Fasaden är ritad av Torsten Leon-Nilson. Den tidigare orgeln var byggd 1869 av Andreas Åbergh i Hjortsberga socken med 4 stämmor. Den flyttades hit i slutet av 1800-talet.
| Huvudverk (I) C- | Bröstverk (II) C- | Pedalverk (P) C- | Koppel |
| ---------------- | ----------------- | ---------------- | ------ |
| Gedackt 8'       | Spetsgamba 8'     | Subbas 16'       | I/P    |
| Kvintadena 8'    | Rörflöjt 4'       | Principal 8'     | II/P   |
| Principal 4'     | Principal 2'      | Nachthorn 4'     | II/I   |
| Täckflöjt 4'     | Kvint 1 1⁄3'      | Rauschpfeife III |        |
| Blockflöjt 2'    | Vox Humana 8'     |                  |        |
| Mixtur IV        | Tremulant         |                  |        |

## Bilder

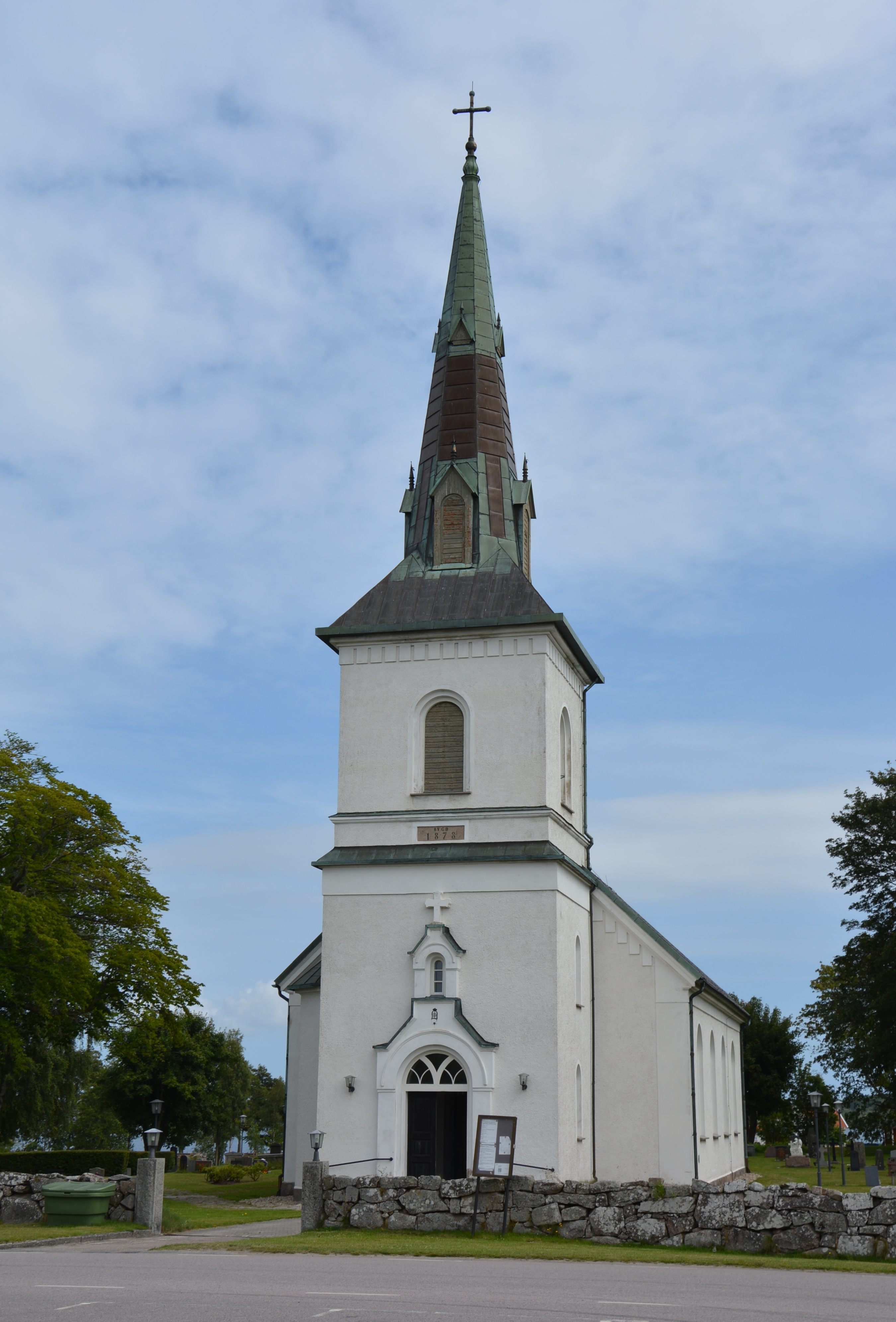
Kyrkan från väster.
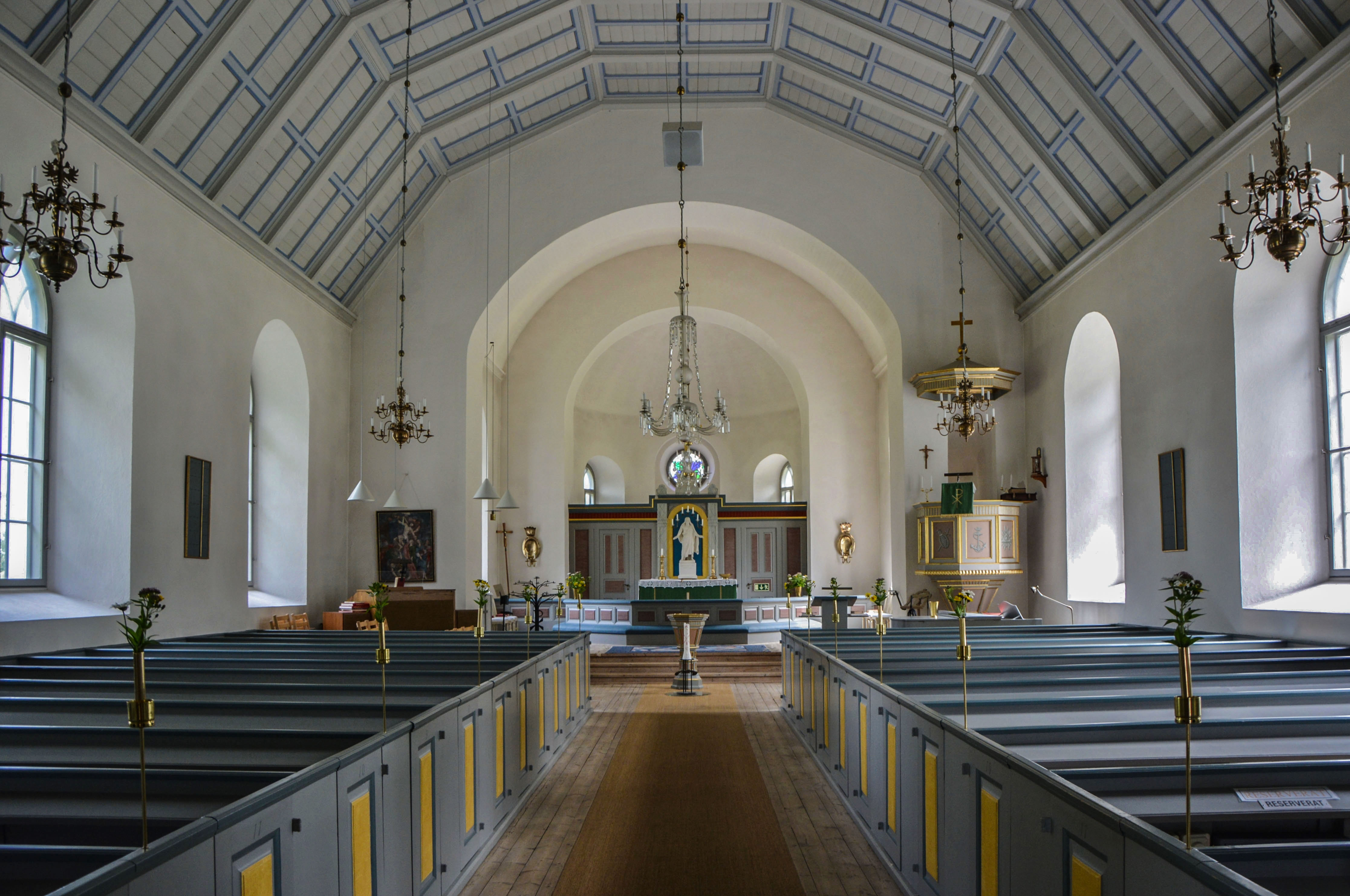
Kyrkans interiör mot öster.
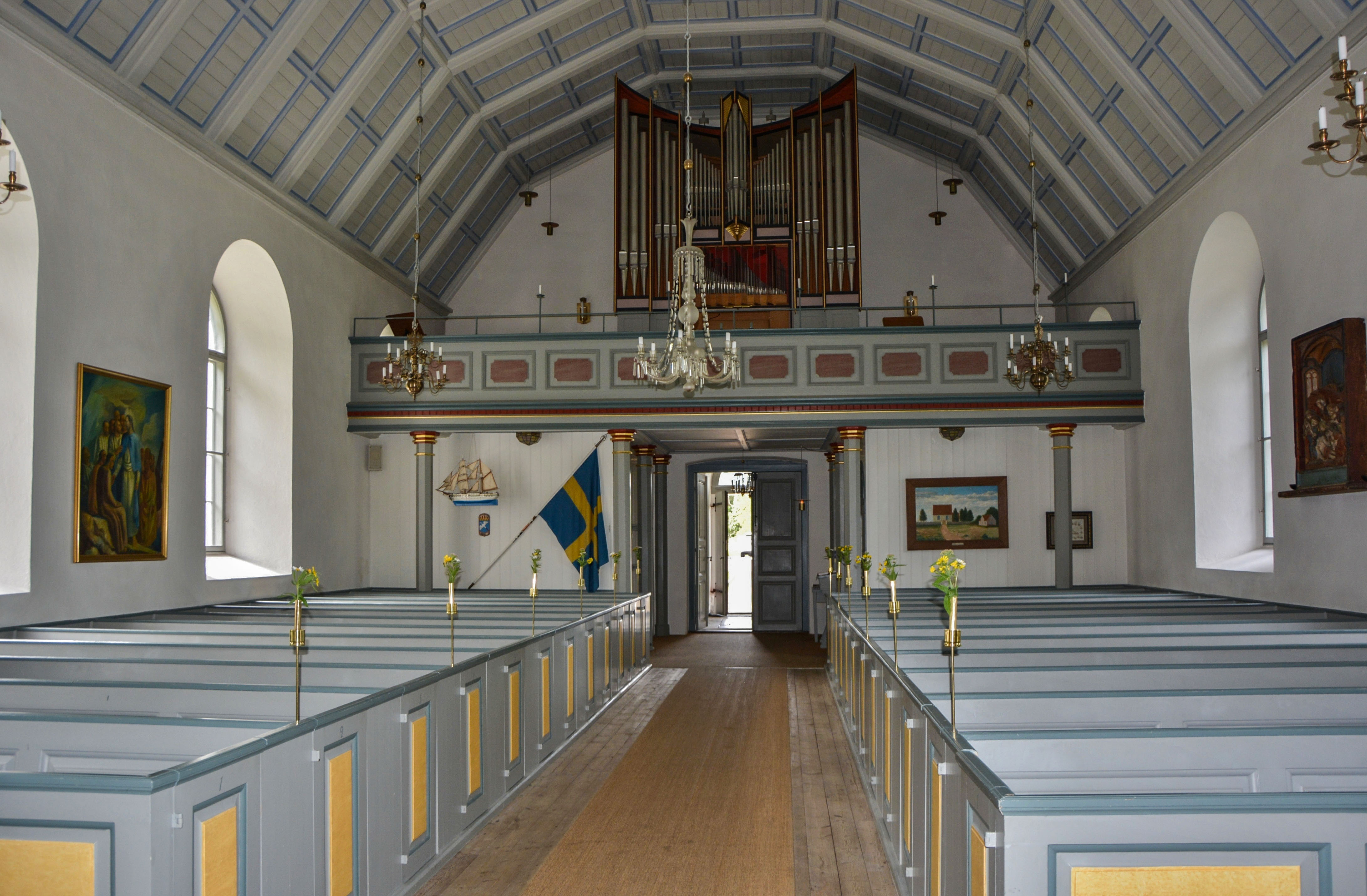
Interiören mot väster.
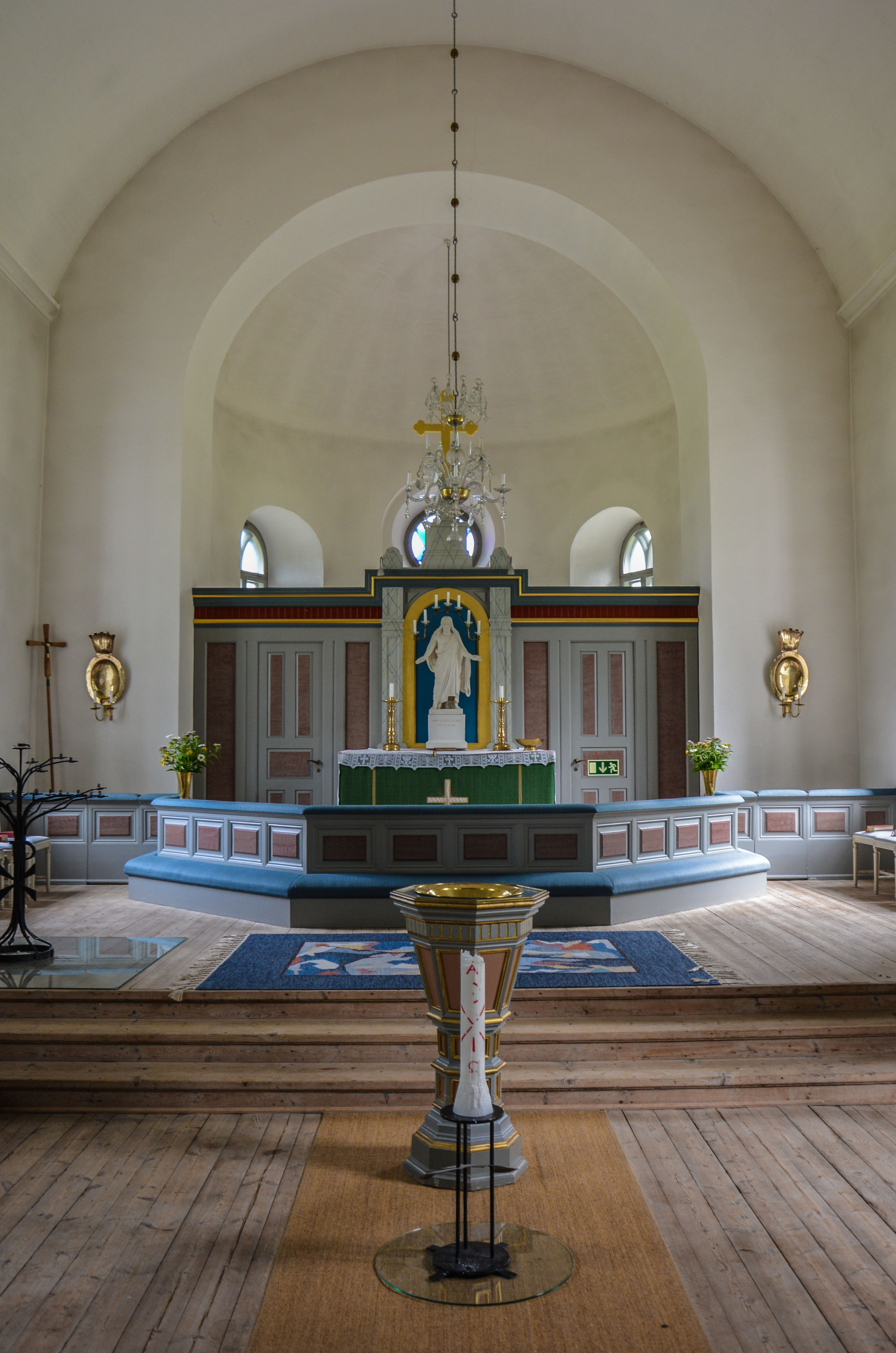
Koret.
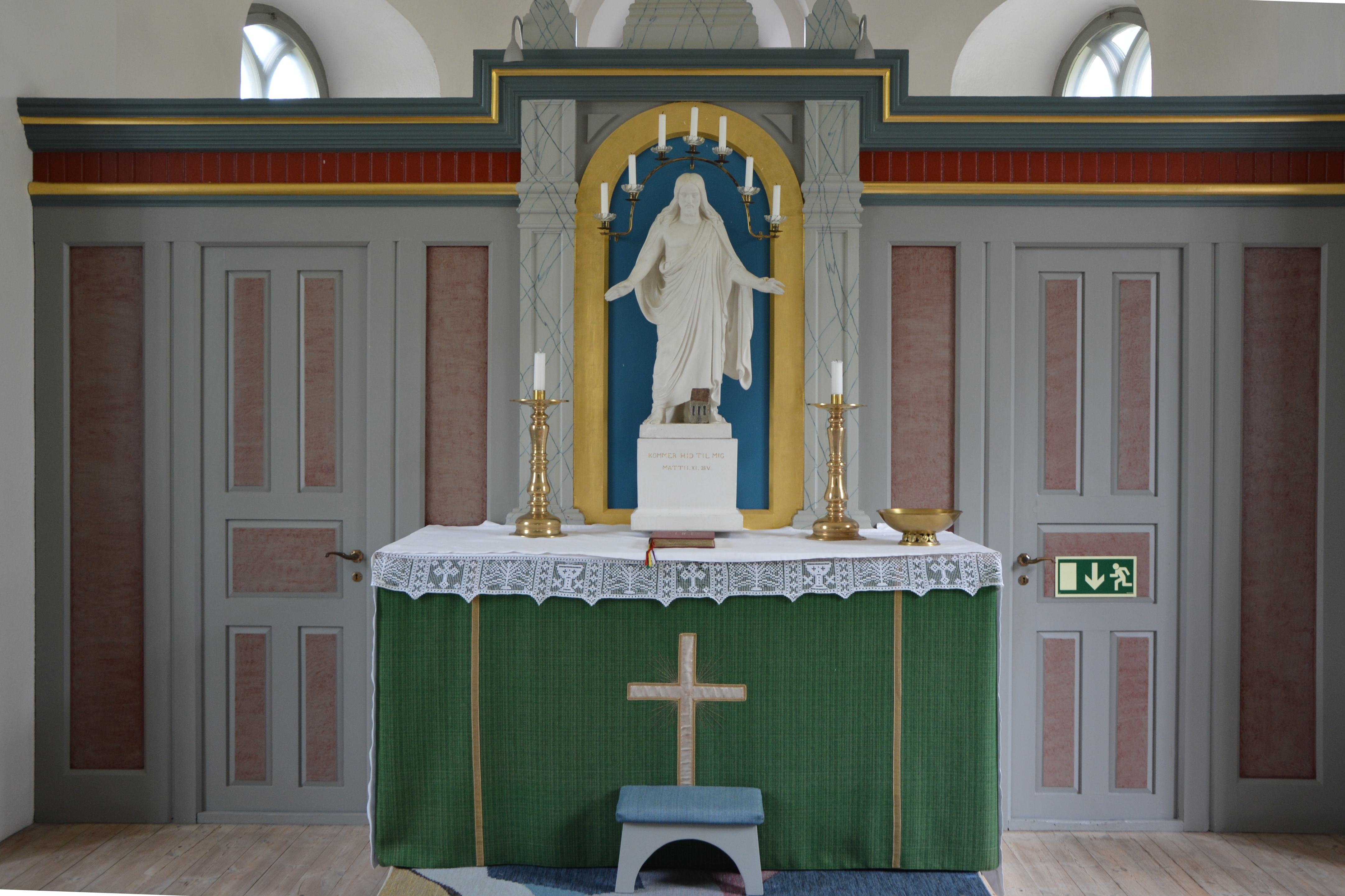
Altaret.
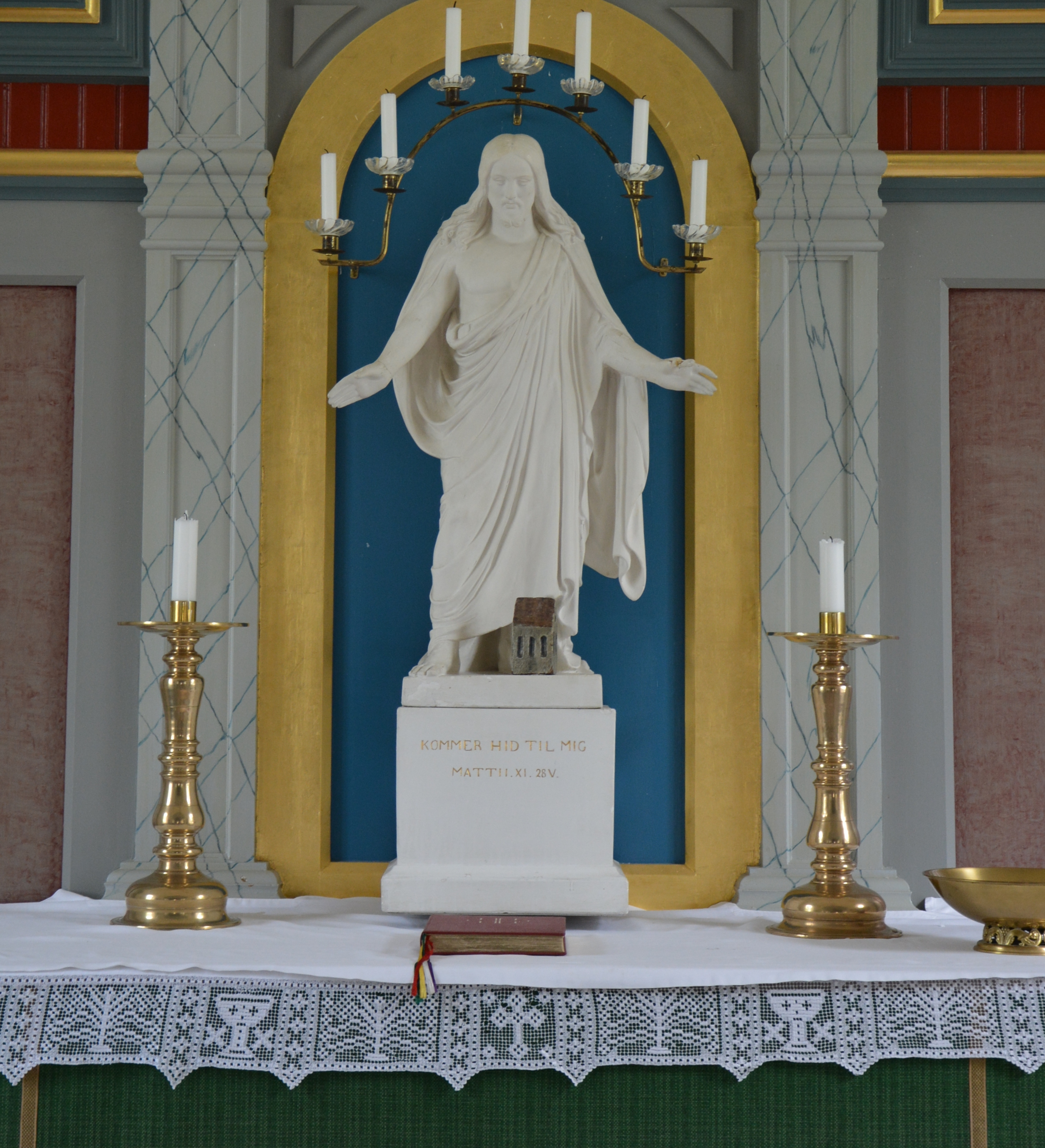
Kopia av Thorvaldsens Kristusbild.
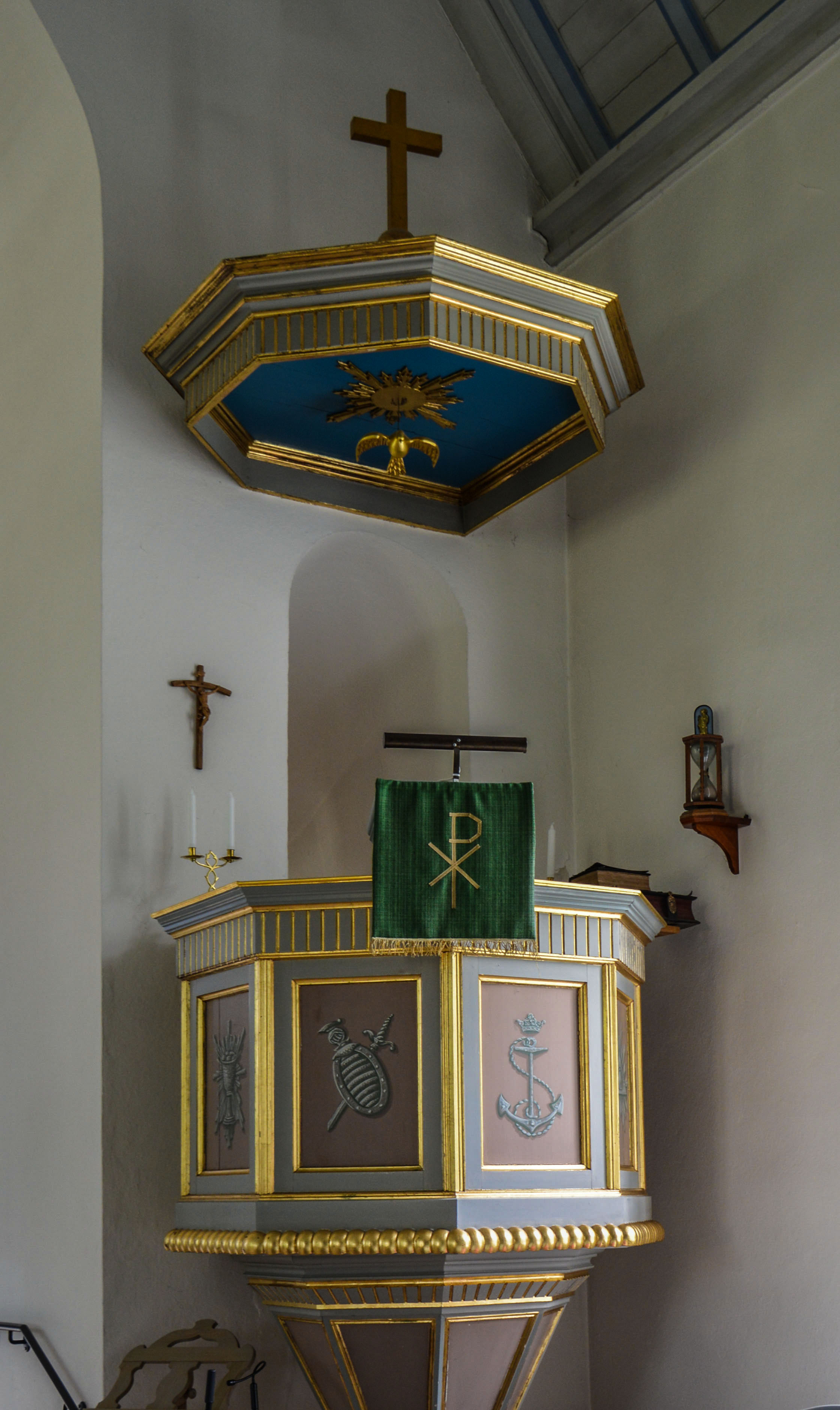
Predikstolen.
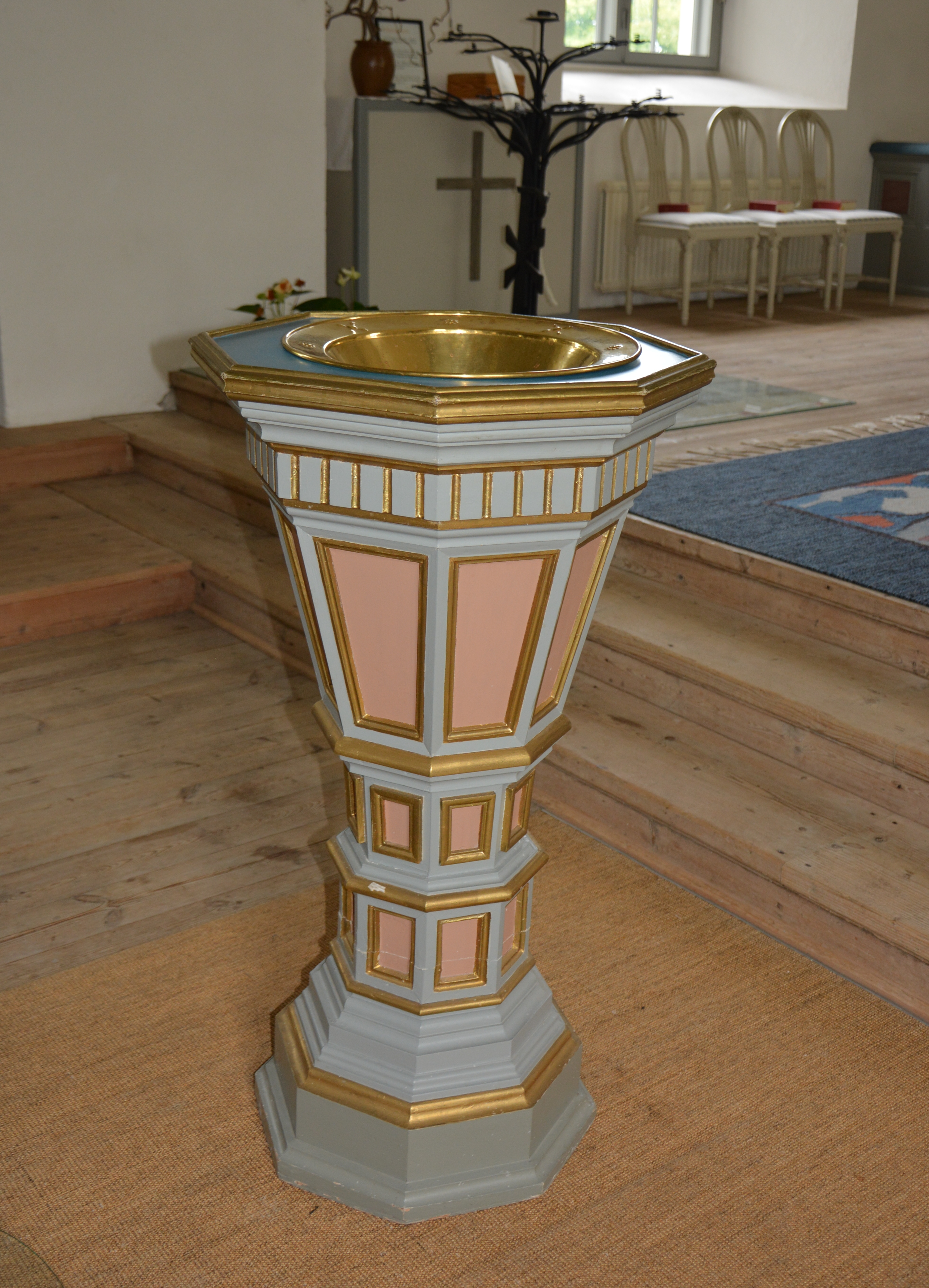
Dopfunten.
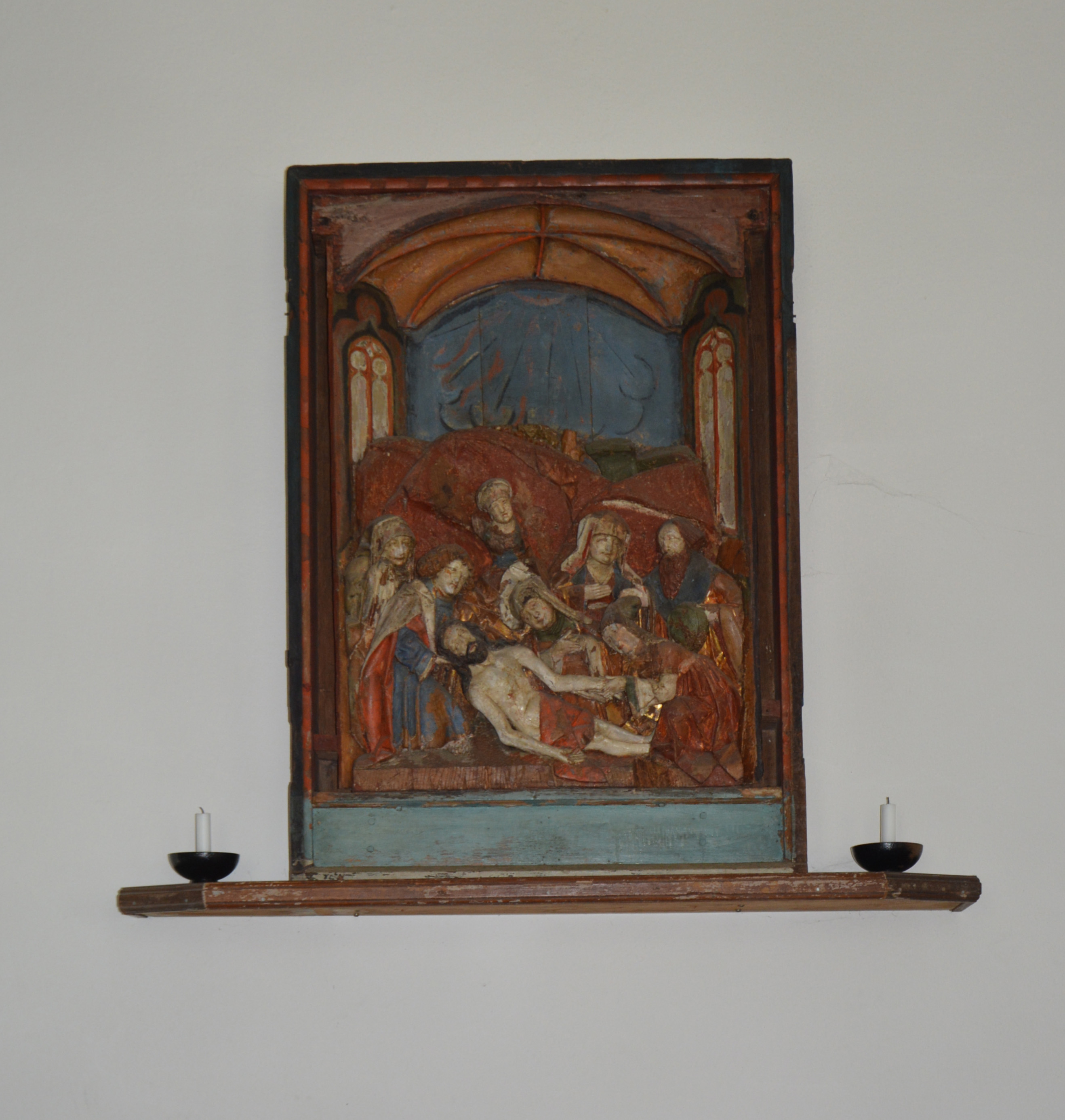
Tavla med bilder ur medeltida altarskåp.
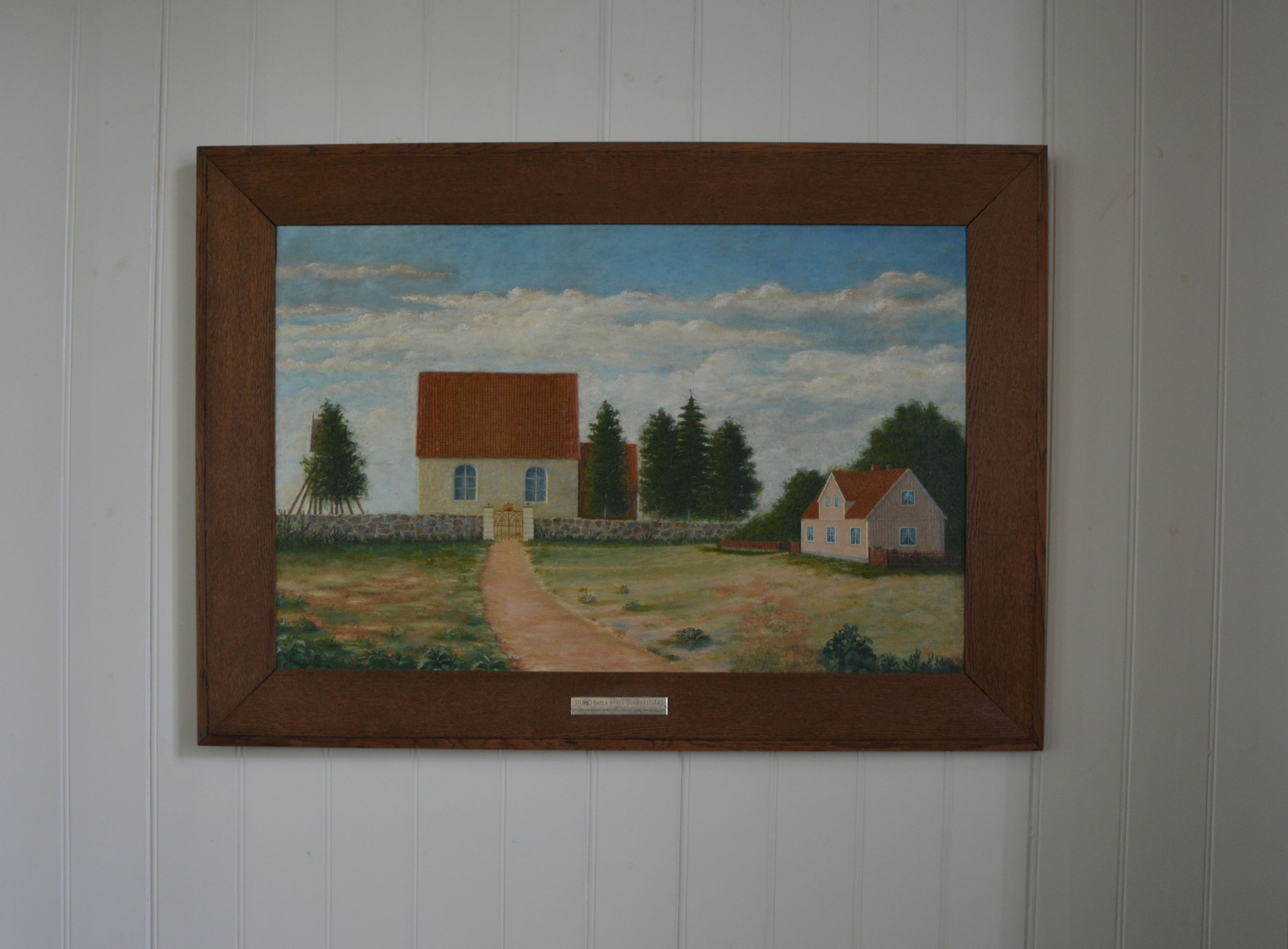
Tavla föreställande Sturkö gamla medeltida kyrka.
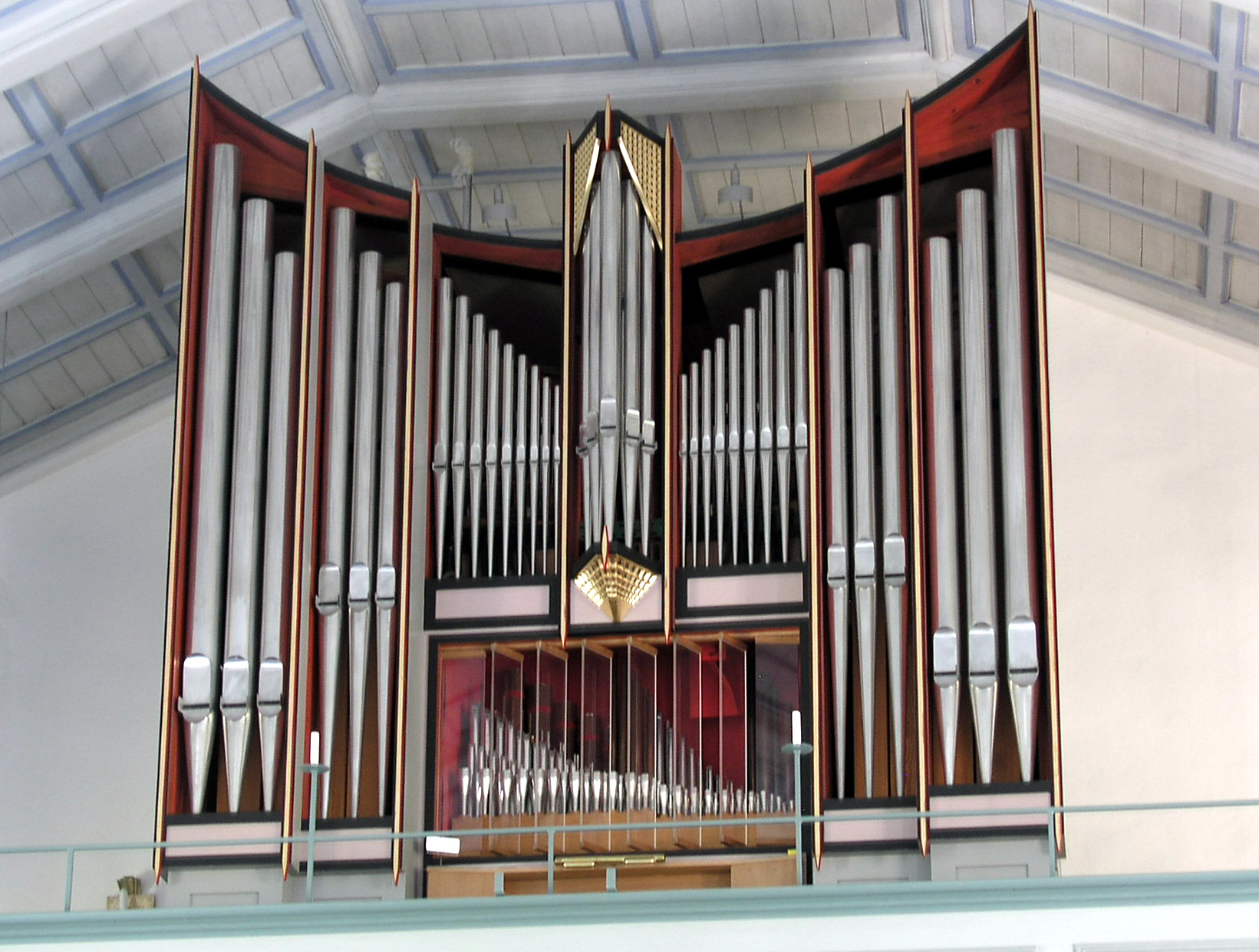
Läktarorgeln.
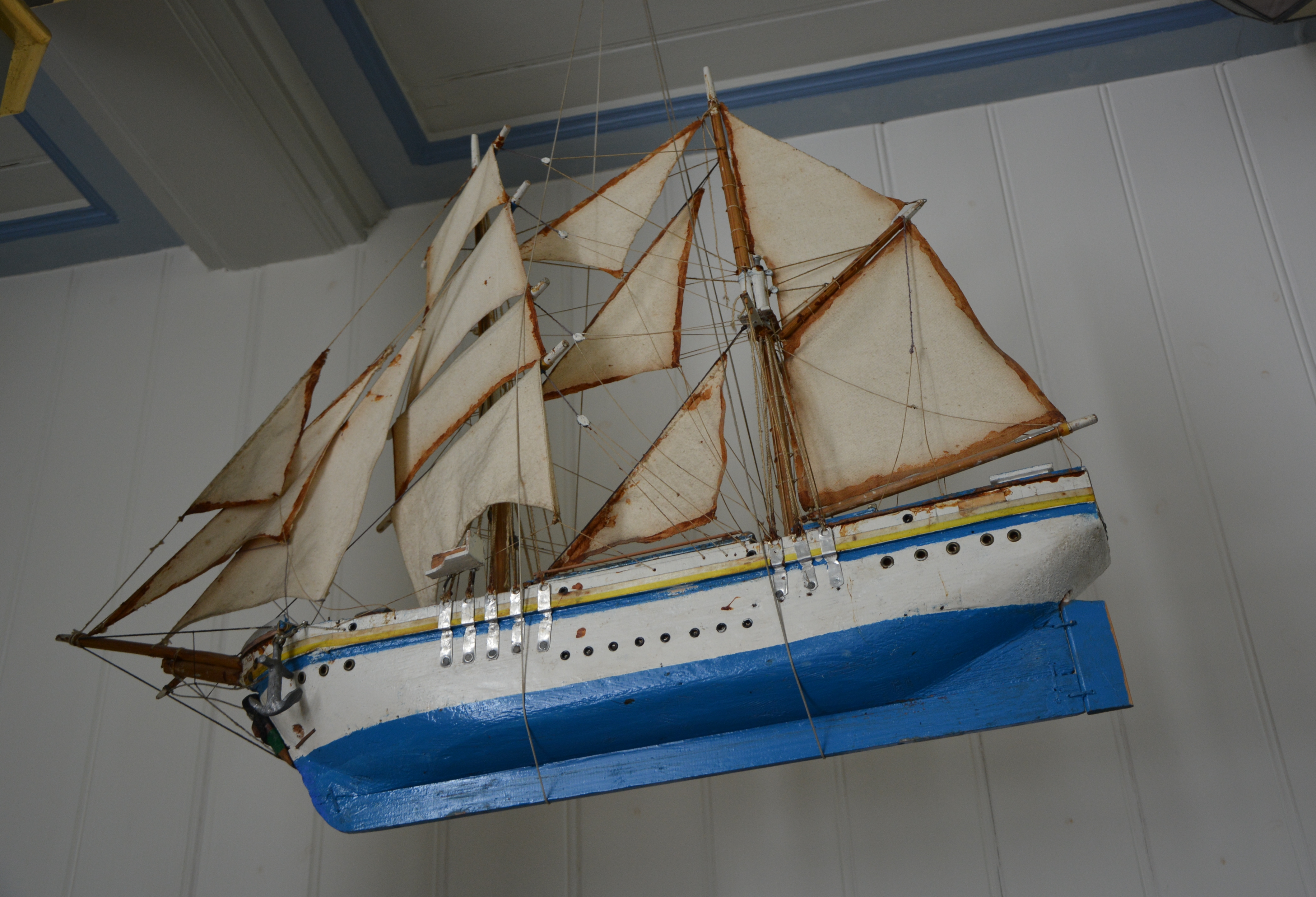
Votivskepp.
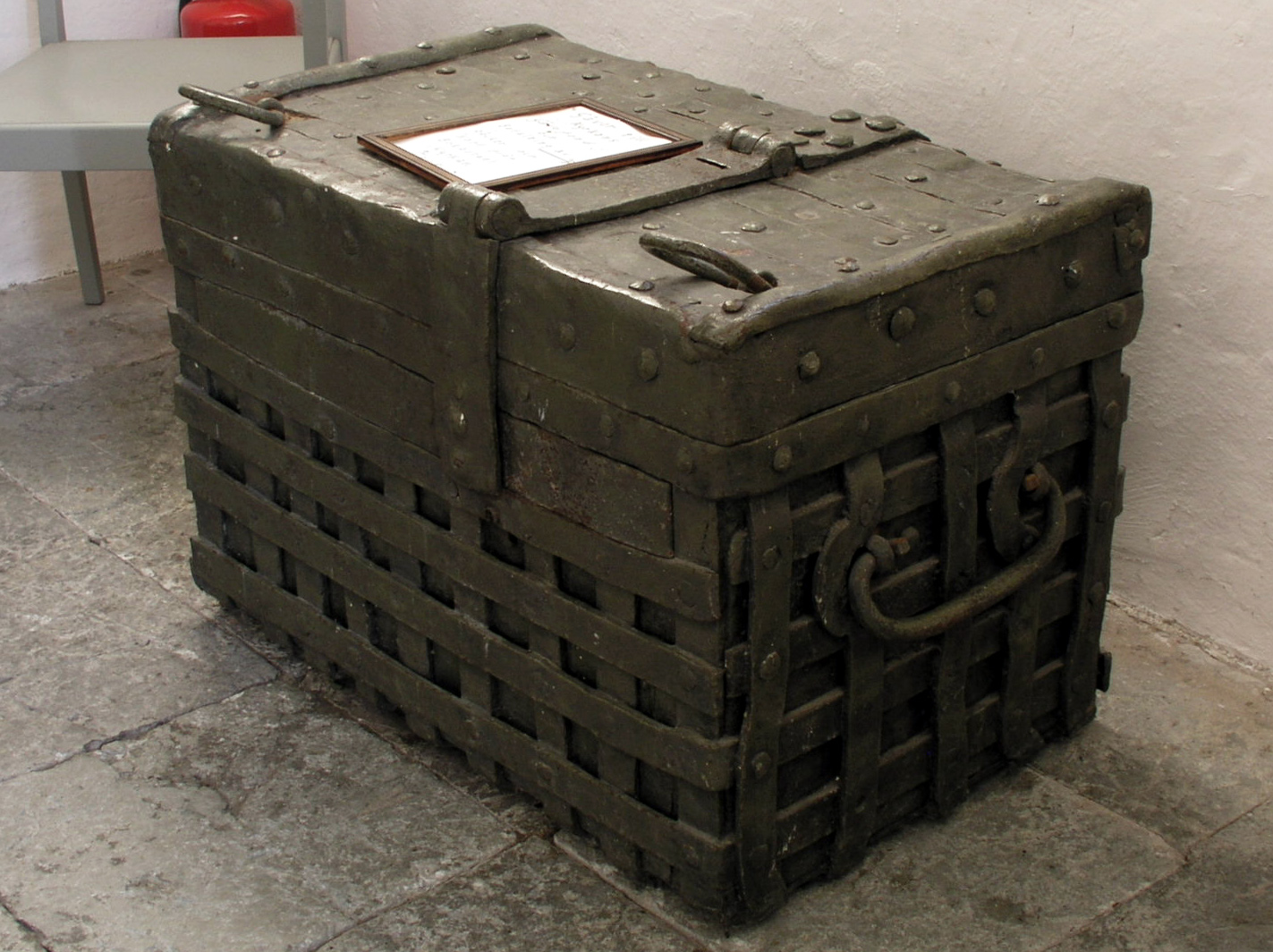
Offerkista.